# 12 몽키즈
《12 몽키즈》(영어: 12 Monkeys)는 1995년에 테리 길리엄이 감독한 SF 스릴러 영화이다. 시간 여행과 음모론을 모티브로 프랑스 단편 영화 《방파제》(프랑스어: La Jetée)에 영감을 받아서 만들었으며, 시간과 기억을 테마로 하고 있다.
평단으로부터 대체로 호평을 받았다. 1996년 제68회 아카데미상에서 남우조연상(브래드 피트)과 의상상 후보에 올랐으며, 같은 해 브래드 피트가 제53회 골든 글로브상에서 남우조연상을 수상하였다.
2015년부터 2018년까지 Syfy에서 이 영화에 기초한 동명 드라마를 방영하였다.

## 줄거리
2035년 50억 명의 인류를 죽음으로 몰아넣은 바이러스 테러 이후 살아남은 인간들은 지하로 숨어들어간다.
제임스 콜(브루스 윌리스 분)은 이들이 파견한 자료 수집가이다. 그의 임무는 과거로 가서 바이러스 테러와 관련된 정보를 수집하는 것이다. 이렇게 모은 정보를 통해 과거의 테러를 막으려는 것이다.
그러나 시간 여행의 과정에서 콜은 몇 가지 문제를 겪는다. 1996년으로 보내져야 하는데 착오로 인해 1990년으로 보내져서 정신병원에 갇히기도 하고, 1910년대 프랑스 전쟁터에 보내기지도 한다.
정신병원에 갇혀있을 당시 그의 주치의였던 레일리 박사(매들린 스토 분)는 처음에는 그의 말을 믿지 않았으나, 6년 후 우연히 실제로 그가 시간 여행을 한다는 증거들을 본 다음부터 그를 믿기 시작한다.
영화에서 제프리(브래드 피트 분)는 제임스 콜로부터 바이러스 테러를 일으켜 인류를 멸망하게 한 12몽키즈라는 집단의 수장으로 의심받는다.
그러나 실제 12몽키즈라는 집단은 바이러스 테러와는 상관없는 순수 동물애호단체였다. 제프리는 바이러스 연구학자인 자신의 아버지가 동물을 실험대상으로 연구하는 것에 반감을 가지고 동물원의 동물을 도시에 풀어버리는 일을 계획했을 뿐이었다.
결론적으로 실제 바이러스 테러범은 제프리의 아버지 밑에서 일하던 조수였으며, 이를 알게 된 콜은 그를 막으려다 총격으로 죽는다.
이 장면은 영화의 하이라이트라고 할 수 있는데, 그 이유는 이 장면이 제임스 콜 자신이 어렸을 때부터 자주 꿔온 꿈이었기 때문이다. 어른이 된 자신이 총에 맞아 죽고, 레일리 박사가 이를 보고 뛰어오는 장면을 목격하는, 즉 이 꿈의 주체인 어린아이는 실제 어린 제임스 콜이다. 이러한 설정은 미래와 과거를 통해 같은 사건이 영원히 반복해서 일어나게 된다는 심오한 의미를 내포하게 된다.

## 출연
- 브루스 윌리스 - 제임스 콜 역
  - 조지프 멀리토 - 제임스 아역
- 매들린 스토 - 캐스린 레일리 의사 역
- 브래드 피트 - 제프리 고인스 역
- 크리스토퍼 플러머 - 릴런드 고인스 박사 역
- 데이비드 모스 - 피터스 박사 역
- 존 세다 - 호제이 역
- 크리스토퍼 멀로니 - 핼퍼린 중위 역
- 프랭크 고신 - 플레처 의사 역
- 버넌 캠벨 - 타이니 역
- 리사 게이 해밀턴 - 테디 역
- 밥 에이드리언 - 지질학자 역
- 사이먼 존스 - 동물학자 역
- 캐럴 플로렌스 - 우주물리학자 역
- 빌 레이먼드 - 미생물학자 역
- 애니 골든 - 택시 기사 역
- 토머스 로이 - 거리 설교자 역

## 우리말 녹음
SBS (1999년 12월 28일)
| 성우진 - 이정구 - 제임스 콜(브루스 윌리스) - 장유진 - 캐스린 레일리(매들린 스토) - 백순철 - 제프리 고인스(브래드 피트) - 김현직 - 고인스 박사(크리스토퍼 플러머) - 김용식 - 고인스 박사 조수(데이비드 모스) - 김민규 - 임수아 - 강연숙 - 최옥희 - 김창주 - 도용구 - 임성표 - 김태웅 - 황재경 - 서윤석 - 장호비 | 제작진 - 컴퓨터 그래픽 - 강보균 - CG - 신희숙 - 녹음 - 박지용 - 녹화 - 오승훈 - 음향 - 원진희 - 번역 - 김은주 - 연출 - 송길우 |  |

EBS (2008년 11월 8일)
제작진
- 프로듀서 - 빈정현
- 번역 - 하미화
- 감수 - 변용란
- 종합편집 - 강유진
- CG - 이상덕
- 우리말 연출 - 김윤희
- 기획 - EBS
- 우리말제작 - ㈜리플레이

## 같이 보기
- 12 몽키즈 (드라마)